# Rödgrå högstjärt
Rödgrå högstjärt (Clostera curtula) är en fjäril i familjen tandspinnare som är knuten till skog med asp.

## Kännetecken
Fjärilen har ett vingspann på 29 till 36 millimeter för hanen. Honan är något större med ett vingspann på mellan 33 och 38 millimeter. Liksom andra arter i släktet så håller den, framför allt hanen, stjärten karakteristiskt uppåtriktat, vilket gett upphov till det svenska namnet högstjärt. Hanen har antenner med bred kamtandning medan honans har kort tandning. Kroppen är vitgrå till ljust rödgrå med en kilformad mörkbrun fläck på mellankroppens rygg. Vingarna har samma färg som kroppen med en rödbrun fläck på framvingarnas framhörn. Larverna är beigefärgade med svarta inslag och en längd på 30 till 40 millimeter som fullvuxen. Ryggen har gråa och svarta band och svarta upphöjda fläckar på segment 4 och 11.

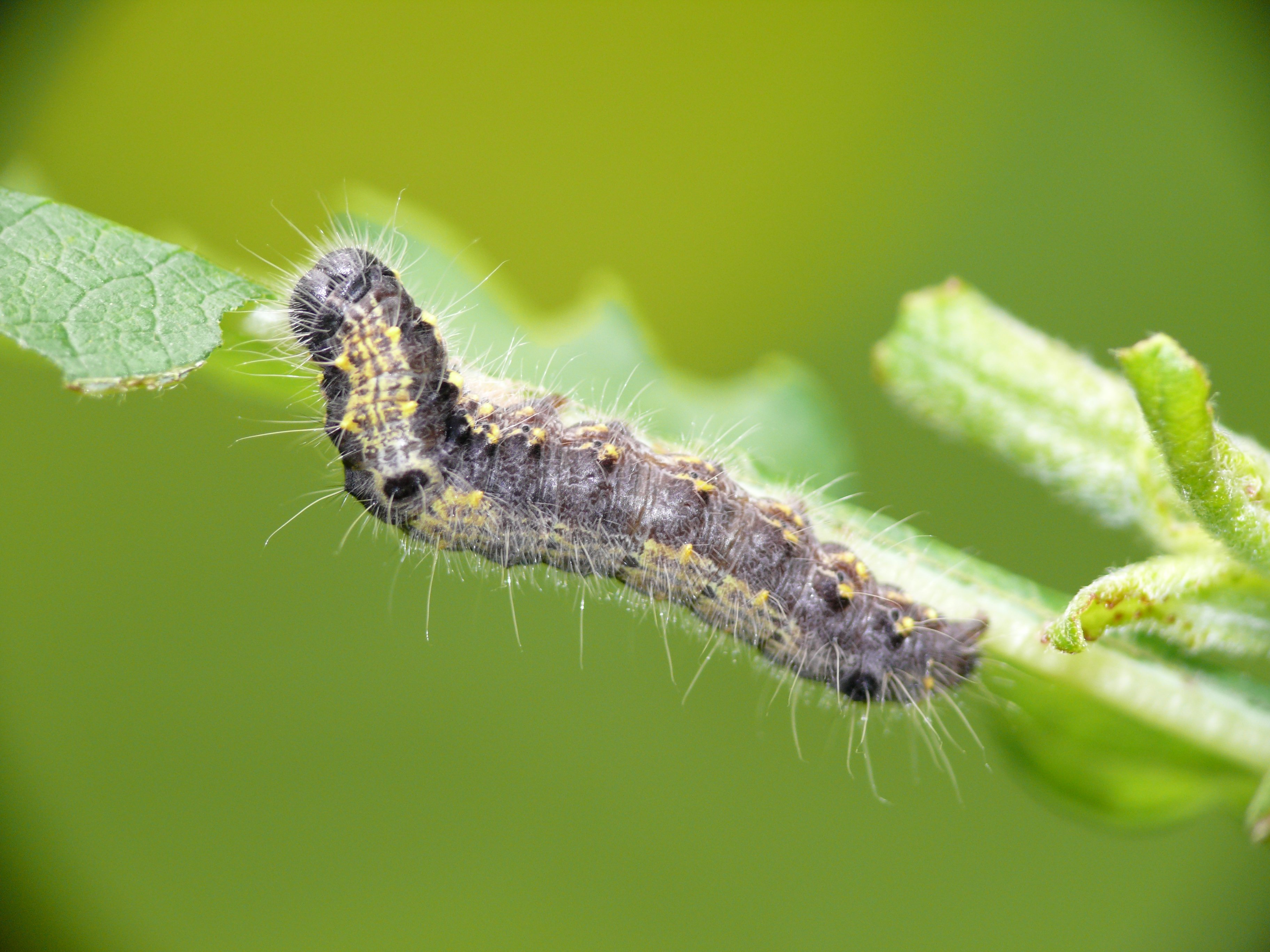
Larv

## Utbredning
Rödgrå högstjärt finns i hela Norden utom i fjällnära områden, och är på många ställen ganska allmän. Den finns i större delen av Europa och vidare österut genom Ryssland till norra Kina.

## Levnadssätt
Den rödgrå högstjärten är nattaktiv och knuten till skog med asp och viden. Den flyger i södra Norden i två generationer, den första från slutet av april till mitten av juni, den andra från slutet av juli till slutet av augusti. Längre norrut förekommer bara en generation från mitten av maj till början av juli. Honan lägger äggen enstaka eller i smågrupper i trädkronorna, närmare 200 stycken. Larverna lever på asp och viden där den spinner ihop toppskotten eller två blad som den lever mellan. Där förpuppas den också i en tunn kokong som sedan faller till marken tillsammans med löven. Puppan övervintrar.